# San Rafael del Sur
San Rafael del Sur è un comune del Nicaragua facente parte del dipartimento di Managua.